# البرنيتية الأولية
البرنيتية الأولية (الاسم العلمي:†Proburnetia) هي جنس منقرض من الزواحف تتبع فصيلة البرنيتيات من رتيبة بيارميات وأشباهها.